# Zealandia (natuurgebied)
Zealandia, ook bekend als Karori Wildlife Sanctuary, is een beschermd natuurgebied nabij de Nieuw-Zeelandse hoofdstad Wellington op het Noordereiland. Het is in 1995 opgericht en heeft een oppervlakte van 225 ha. Het natuurgebied is omheind met een hek dat invasieve roofdieren weert en is begroeid met bos. Enkele diersoorten die in het gebied voorkomen zijn de brughagedis (Sphenodon punctatus), de kleine grijze kiwi (Apteryx owenii) en de kaka (Nestor meridionalis)

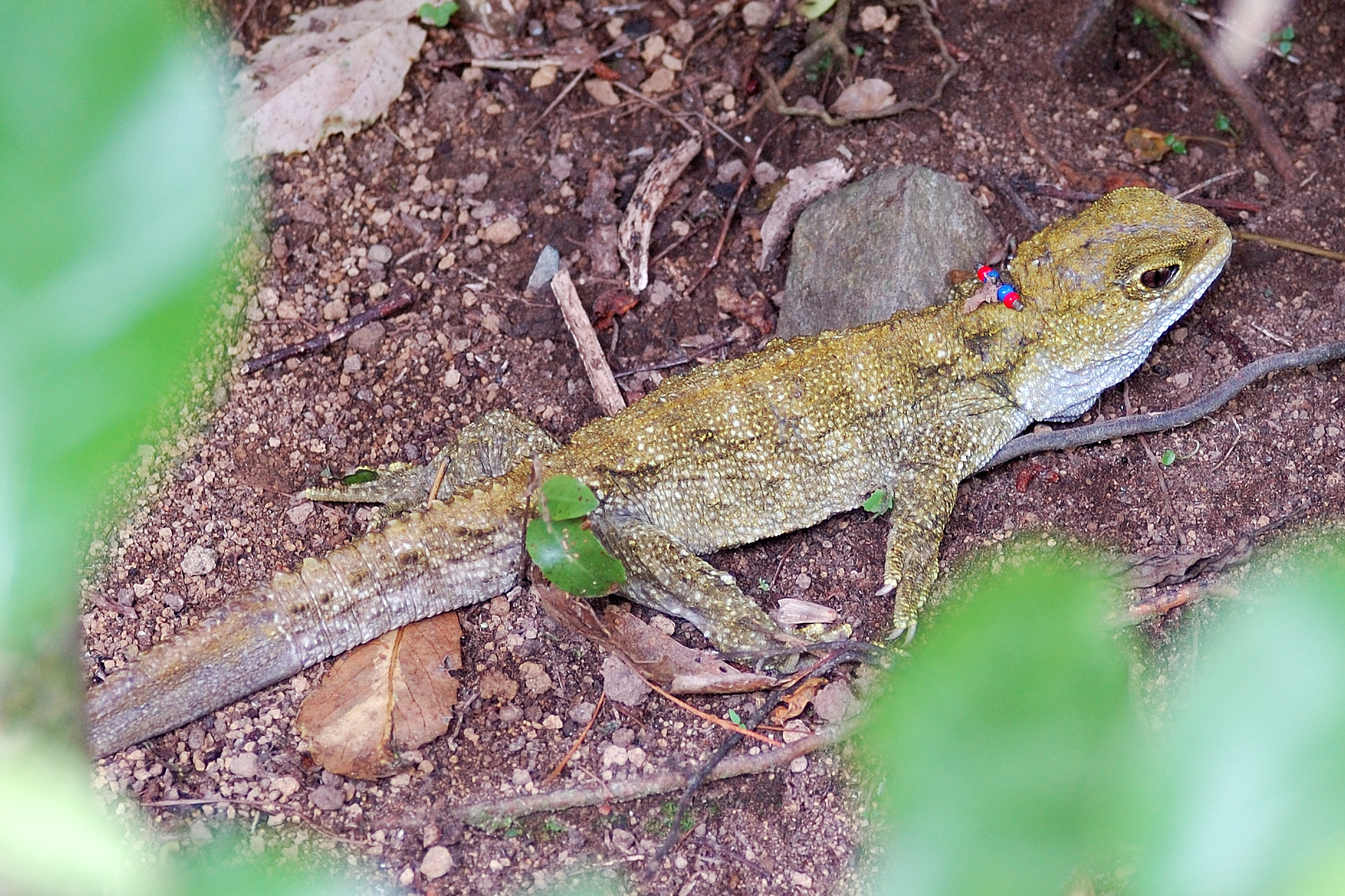
brughagedis (Sphenodon punctatus)
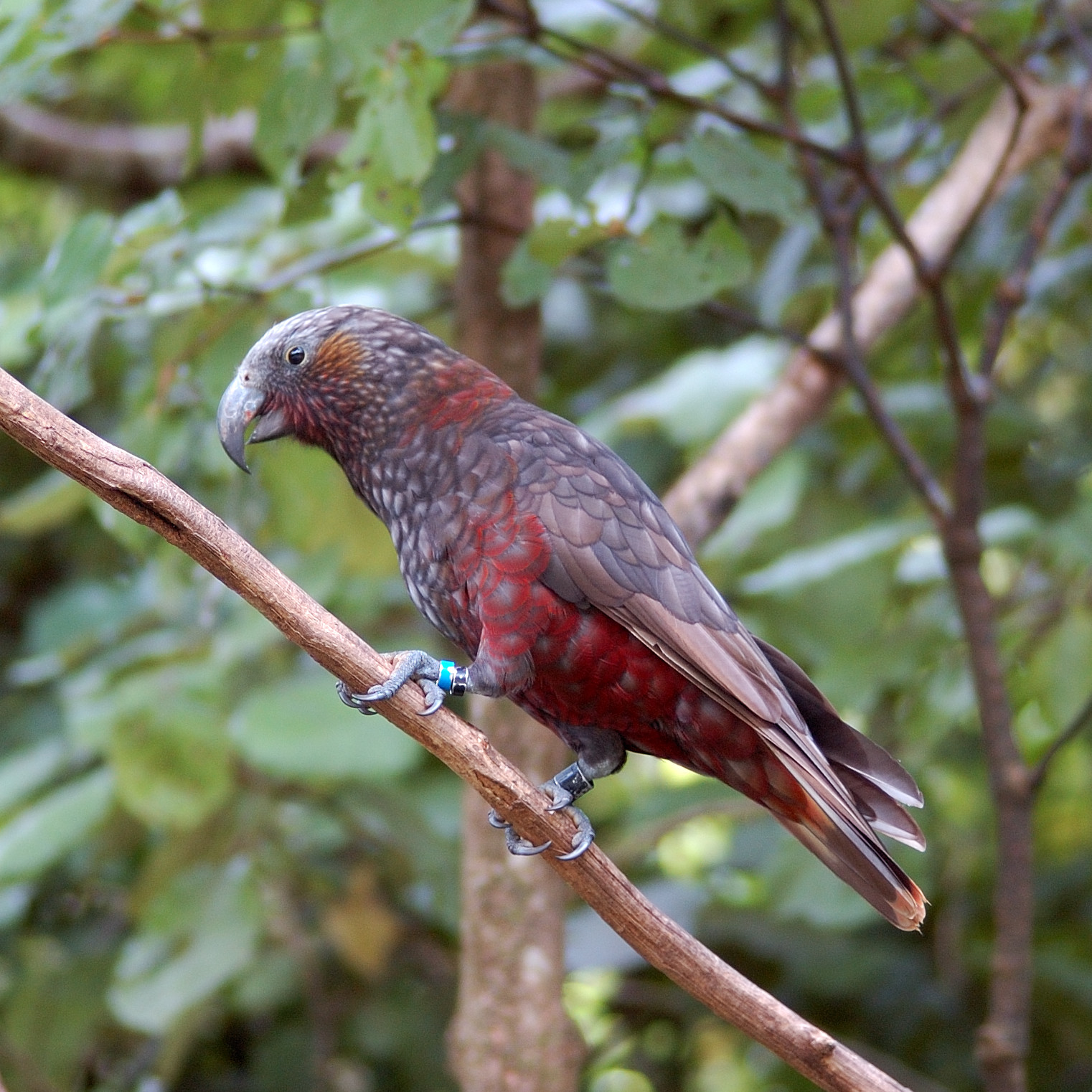
kaka (Nestor meridionalis)